# Шенефельд (Штайнбург)
Шенефельд (нім. Schenefeld) — громада в Німеччині, розташована в землі Шлезвіг-Гольштейн. Входить до складу району Штайнбург. Центр об'єднання громад Шенефельд.
Площа — 9,24 км2. Населення становить 2601 ос. (станом на 31 грудня 2020).